# Guðrøðr Rǫgnvaldsson
Guðrøðr Rǫgnvaldsson (mort en 1231), (en gaélique : Gofraid mac Ragnaill), connu également sous le nom de  Guðrøðr Dond, est au XIIIe siècle un souverain de Man et des Îles. C'est un membre de la  Dynastie de Crovan, et un fils de  Rǫgnvaldr Guðrøðarson, roi des Isles, le fils aîné de  Guðrøðr Óláfsson, roi de Dublin et des Îles. Alors que  ce dernier aurait voulu assurer sa succession à son plus jeune fils, Óláfr, les habitants des Îles étaient favorables à Rǫgnvaldr, qui parvient à gouverner le royaume des Îles pendant près de quarante années. Cette grave querelle de succession divisa la dynastie de Crovan pendant trois générations et joue un rôle capital dans la vue ultérieure de Guðrøðr.

## Origine
Godred Don (i.e Aux Cheveux Bruns) était le fils de Ragnald IV de Man il se considère comme spolié par son oncle Olaf II de Man qui avait succédé à son père.

## Biographie
Dès 1220 sa mère l'avait envoyé dans l'île de Lewis afin d'assassiner son oncle. Mais Olaf réussit à échapper à l'attentat et prive son neveu de tous ses droits lorsqu'il accède au trône en 1226. Quelques années plus tard une réconciliation intervient entre les deux hommes et le roi Olaf II de Man accorde à son neveu une part du royaume constituée par les Hébrides extérieures. 
La même année le roi Håkon IV de Norvège décide d'intervenir dans les Îles de l'Ouest, qu'il considère toujours comme une partie intégrante du royaume de Norvège. Il décide d'installer dans les Hébrides un roi de son choix en la personne d'Uspak Haakon, un petit-fils de Somerled et de rétablir Olaf II de Man qui avait été chassé de son trône par Alan de Galloway. Godred Don tente de résister à l'attaque de la flotte norvégienne mais il est tué dès les premiers combats.

## Postérité
Godred Don laisse un fils, Harald II de Man, qui tente d'usurper le trône en 1249-1250.